# Divini cultus sanctitatem
Mit der apostolischen Konstitution Divini cultus sanctitatem vom 20. Dezember 1928 schreibt Papst Pius XI. über die Liturgie und ruft dazu auf, den Gregorianischen Gesang und die Kirchenmusik zu fördern.

## Über die kirchliche Kunst
Der Papst äußerte die Hoffnung und den Wunsch, dass kirchliche Kunst nach den kanonischen Gesetze befolgt werde, und dass eine solche Kunst erhalten und gefördert werden solle:
„Denn die Künste sollen, wie es angemessen ist, wirklich als vornehmste Dienerinnen dem Gottesdienst sich unterordnen. Das gereicht sicherlich den Künsten, die an heiliger Stätte Verwendung finden, nicht zum Schaden, vielmehr zur Erhöhung ihrer Würde und ihres Glanzes.“
(Divini Cultus Sanctitatem (DCS))

## Liturgie und Kunst
Pius XI. sah in seinen Betrachtungen eine wichtige Aufgabe in der Vermittlung von Liturgie und Kunst und führte hierzu aus: „Es besteht ein ganz enger Zusammenhang zwischen Dogma und heiliger Liturgie, ebenso zwischen dem christlichen Kult und der Heiligung des Volkes.“ (DCS).

## Liturgische Gesänge
Pius XI. erklärte die Kraft und Wirkung der liturgischen Gesänge und erläuterte deren Wirkkraft für die Bekehrung der Ungläubigen: „In den alten Basiliken, wo Bischof, Klerus und Volk abwechselnd das Gotteslob sangen, bewirkten es nicht zuletzt die liturgischen Gesänge, dass Barbaren in großer Zahl für das Christentum und die Kultur gewonnen wurden, wie die Geschichte bezeugt (…) Ja, in Mailand beschuldigten die Irrlehrer den heiligen Ambrosius, er bezaubere die Menge durch die liturgischen Lieder. Von ihnen wurde auch Augustinus von Hippo so erschüttert, dass er sich zur Annahme des christlichen Glaubens entschloss“.  (DCS)
Pius XI. ordnete für die Priesterseminare eine Unterweisung im gregorianischen Gesang an und bewertete die Kirchenmusik als ein bedeutendes Instrument in der Liturgie. Zusätzlich legte er die qualitativen und geistlichen Anforderungen an die Kirchenchöre, die Chorleitern und Kantoren fest.

## Über das Instrument der Orgel
Die Kirche besitzt, schrieb der Papst, ein eigens aus alter Zeit überkommenes Instrument: die Orgel. Sie wurde wegen ihrer  Klangfülle und Erhabenheit für würdig erachtet, bei den liturgischen Handlungen mitzuwirken. „In den Kirchen soll nur solche Orgelmusik erklingen, welche die Majestät des Ortes zum Ausdruck bringt und die Weihe der heiligen Handlungen empfinden lässt. (DCS)“

## Aktive Teilnahme am Gottesdienst
Damit die Gläubigen aktiv am Gottesdienst teilnehmen können, sollte nach der Meinung des Papstes, der gregorianische Choral bei der Kirchengemeinde wieder eingeführt werden. „Es ist in der Tat durchaus notwendig, dass die Gläubigen nicht wie Fremde oder stumme Zuschauer, sondern, von der Schönheit der Liturgie ganz ergriffen, an den heiligen Zeremonien so teilnehmen, dass sie mit dem Priester und dem Sängerchor nach den gegebenen Vorschriften im Gesang abwechseln.“ (DCS)